# Орден Боевого креста
Орден Боевого креста — государственная награда Армении. Учреждён 22 апреля 1994 года. Им награждают за исключительное мужество, самоотверженность и умение, проявленные в деле защиты и обеспечения безопасности Отечества.

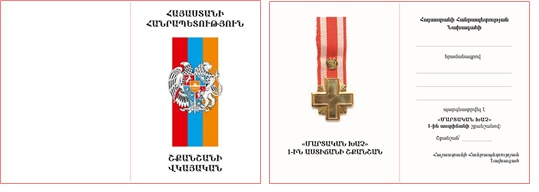
Свидетельство о награждении орденом 1 степени

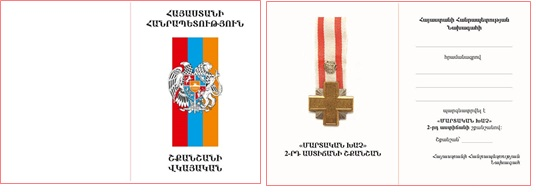
Свидетельство о награждении орденом 2 степени

## Положение о награде
1. Награждение орденом Боевого креста производится за исключительное мужество, самоотверженность и мастерство, проявленные в деле защиты и обеспечения безопасности Родины.

2. Орден Боевого креста имеет две степени:
1. Орден Боевого креста I степени.
2. Орден Боевого креста II степени.
Высшая степень ордена Боевого креста — I степень.

3. Орденом Боевого креста I степени награждаются:
а) военнослужащие Вооруженных Сил и других видов войск Республики Армения за проявленную в деле защиты Родины исключительную отвагу и личную храбрость, а также другие лица — за внесенный значительный вклад в дело обороны;
б) старшие командиры Вооруженных Сил и других видов войск Республики Армения — за значительные успехи, достигнутые в ходе боевых действий.
4. Орденом Боевого креста II степени награждаются:
а) военнослужащие и старшие командиры Вооруженных Сил и других видов войск Республики Армения — за умелое выполнение боевых заданий, а также другие лица — за значительный вклад в их выполнение;
б) сотрудники Министерства внутренних дел, Государственного управления национальной безопасности, таможенных органов Республики Армения, а также другие лица — за личное мужество, проявленное в деле охраны общественного порядка.
5. Ходатайство о награждении орденом Боевого креста I и орденом Боевого креста II степени возбуждается министерствами обороны и внутренних дел, государственными управлениями национальной безопасности и по чрезвычайным ситуациям и Таможенным управлением Республики Армения.

6. Орден Боевого креста носится на левой стороне груди после Ордена Отечества.

## Кавалеры ордена
Первый кавалер ордена Боевого креста 1-й степени — Артак Оганнесович Багдасарян (1994 год). В период правления Президента Армении С. Саргсяна (с 9 апреля 2008 года) орденом 1-й степени был награждён 1 человек, 2-й степени - 13 человек.